# Каменскуральское
Каменскуральское (каз. Каменскорал) — село в Мендыкаринском районе Костанайской области Казахстана. Входит в состав Сосновского сельского округа. До 2019 года являлось центром упразднённого Каменскуральского сельского округа. Находится примерно в 17 км к северо-востоку от районного центра, села Боровского. Код КАТО — 395645100.

## Население
В 1999 году население села составляло 1190 человек (575 мужчин и 615 женщин). По данным переписи 2009 года, в селе проживали 852 человека (404 мужчины и 448 женщин). По данным переписи 2021 года, в селе проживало 539 человек (280 мужчин и 259 женщин).